# Hieronim Skurpski
Hieronim Skurpski, właśc. Herman Karl Schmidt (ur. 17 października 1914 w Skurpiu koło Działdowa, zm. 16 września 2006 w Olsztynie) – malarz, rysownik, historyk sztuki, działacz kultury. Honorowy obywatel miasta Olsztyna i miasta Działdowa. Laureat nagrody Osobowość Roku Warmii i Mazur 2002. Założyciel i pierwszy dyrektor Muzeum Warmii i Mazur w Olsztynie (1945-1964).

## Życiorys
Urodził się jako Herman Karl Schmidt, a w 1945 zmienił imię i nazwisko na Hieronim Skurpski.
Absolwent Państwowej Szkoły Sztuk Zdobniczych i Przemysłu Artystycznego w Krakowie. Rozpoczął studia na warszawskiej ASP – przerwane przez II wojnę światową – ukończył w 1950.
W okresie powojennym czynny organizator i animator życia kulturalnego na Warmii i Mazurach. Współorganizator Muzeum Warmii i Mazur w Olsztynie i przez 20 lat był jego pierwszym dyrektorem. Współzałożyciel i wieloletni prezes Stowarzyszenia Społeczno-Kulturalnego Pojezierze. Twórca olsztyńskiego Biura Wystaw Artystycznych, także były prezes oddziału Związku Polskich Artystów Plastyków w Olsztynie.
Od 1962 roku należał do PZPR.
Na mocy uchwały nr XLV/685/01 z 25 kwietnia 2001 Rada Miasta Olsztyna nadała mu honorowe obywatelstwo tego miasta. Został także honorowym obywatelem Działdowa.
Jego prace wystawiane były m.in. na warszawskiej Zachęcie czy Kalingradzkiej Galerii Sztuki.
Spoczywa na cmentarzu komunalnym w Olsztynie (kw. 8A rząd 2 grób 9).

## Odznaczenia
W czasach PRL był odznaczony m.in.: Krzyżem Oficerskim Orderu Odrodzenia Polski, Orderem Sztandaru Pracy I i II klasy, Medalem Rodła i odznaką Zasłużony Działacz Kultury.